# Dataportability
Dataportability (deutsch Datenübertragbarkeit) ist die Idee, dass Benutzer ihre Identitäten, Profile, Fotos, Videos und andere Daten von verschiedenen Online-Plattformen verschieben, kopieren, sichern, kontrollieren und austauschen können.

## Das Projekt

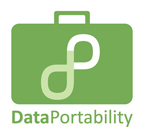
DataPortability-Logo

DataPortability ist der Name eines Projekts, dessen Ziel die Definition von allgemeingültigen Verfahrensweisen ist, die DataPortability-Idee umzusetzen. Dazu sollen bestehende offene Standards und Protokolle genutzt werden, um die Portabilität von Benutzerdaten zwischen Online-Tools, sozialen Netzwerken und anderen Online-Services zu ermöglichen.
Das DataPortability-Projekt wurde im November 2007 von Chris Saad und Ashley Angell von Faraday Media gegründet.
Im Januar 2008 sind mehrere große Online-Services der DataPortability-Gruppe beigetreten: Google, Facebook und Plaxo am 8. Januar 2008, gefolgt von Drupal, Netvibes und Mystrands, danach kamen LinkedIn, Flickr, Six Apart und Twitter, sowie Digg und Microsoft.

## Technologien und Standards
Es gibt eine Vielzahl von schon bestehenden, offenen Standards, wie Mikroformat, die die Portabilität von Daten zum Ziel haben. Dies sind z. B.
- APML
- hCard
- OAuth
- OpenID
- OPML
- RDF
- RSS
- XFN

### Sicherheit und Schutz
Die internationale technische Standardisierung umfasst zunächst lediglich die Formatierung von Daten, aber weder deren Sicherheit gegen Verfälschung noch den Schutz gegen Diebstahl. Inwieweit eine solche Sicherheit erreicht oder ein Schutz gewährt wird, hängt ausschließlich von den jeweiligen Providern ab, welche diese Standards umsetzen und gegebenenfalls mit weiteren Maßnahmen ergänzen.